# Conjunto transitivo
Na teoria dos conjuntos, um conjunto A é transitivo se, e somente se,
- sempre que x ∈ A e y ∈ x, y ∈ A, ou, equivalentemente,
- sempre que x ∈ A e x não é um urelemento, então x é um subconjunto de A.

## Exemplos
Usando a definição de números ordinais sugerida por John von Neumann, números ordinais são definidos como conjuntos transitivos hereditários: um número ordinal é um conjunto transitivo cujos membros também são transitivos (e, portanto, ordinais).
Qualquer dos estágios Vα e Lα, levando à construção do universo de von Neumann V e do Universo construtível de  Gödel L, são conjuntos transitivos. Os próprios universos L e V são classes transitivas.
This is a complete list of all finite transitive sets with up to 20 brackets:
- {\displaystyle \{\},}
- {\displaystyle \{\{\}\},}
- {\displaystyle \{\{\},\{\{\}\}\},}
- {\displaystyle \{\{\},\{\{\}\},\{\{\{\}\}\}\},}
- {\displaystyle \{\{\},\{\{\}\},\{\{\},\{\{\}\}\}\},}
- {\displaystyle \{\{\},\{\{\}\},\{\{\{\}\}\},\{\{\{\{\}\}\}\}\},}
- {\displaystyle \{\{\},\{\{\}\},\{\{\{\}\}\},\{\{\},\{\{\}\}\}\},}
- {\displaystyle \{\{\},\{\{\}\},\{\{\{\}\}\},\{\{\},\{\{\{\}\}\}\}\},}
- {\displaystyle \{\{\},\{\{\}\},\{\{\{\}\}\},\{\{\{\}\},\{\{\{\}\}\}\}\},}
- {\displaystyle \{\{\},\{\{\}\},\{\{\{\},\{\{\}\}\}\},\{\{\},\{\{\}\}\}\},}
- {\displaystyle \{\{\},\{\{\}\},\{\{\{\}\}\},\{\{\},\{\{\}\},\{\{\{\}\}\}\}\},}
- {\displaystyle \{\{\},\{\{\}\},\{\{\},\{\{\}\}\},\{\{\},\{\{\},\{\{\}\}\}\}\},}
- {\displaystyle \{\{\},\{\{\}\},\{\{\},\{\{\}\}\},\{\{\{\}\},\{\{\},\{\{\}\}\}\}\},}
- {\displaystyle \{\{\},\{\{\}\},\{\{\{\}\}\},\{\{\{\{\}\}\}\},\{\{\},\{\{\}\}\}\},}
- {\displaystyle \{\{\},\{\{\}\},\{\{\},\{\{\}\}\},\{\{\},\{\{\}\},\{\{\},\{\{\}\}\}\}\},}
- {\displaystyle \{\{\},\{\{\}\},\{\{\{\}\}\},\{\{\{\{\}\}\}\},\{\{\{\{\{\}\}\}\}\}\},}
- {\displaystyle \{\{\},\{\{\}\},\{\{\{\}\}\},\{\{\{\{\}\}\}\},\{\{\},\{\{\{\}\}\}\}\},}
- {\displaystyle \{\{\},\{\{\}\},\{\{\{\}\}\},\{\{\{\},\{\{\}\}\}\},\{\{\},\{\{\}\}\}\},}
- {\displaystyle \{\{\},\{\{\}\},\{\{\{\}\}\},\{\{\},\{\{\}\}\},\{\{\},\{\{\{\}\}\}\}\},}
- {\displaystyle \{\{\},\{\{\}\},\{\{\{\}\}\},\{\{\{\{\}\}\}\},\{\{\},\{\{\{\{\}\}\}\}\}\},}
- {\displaystyle \{\{\},\{\{\}\},\{\{\{\}\}\},\{\{\{\{\}\}\}\},\{\{\{\}\},\{\{\{\}\}\}\}\},}
- {\displaystyle \{\{\},\{\{\}\},\{\{\{\}\}\},\{\{\},\{\{\}\}\},\{\{\},\{\{\},\{\{\}\}\}\}\},}
- {\displaystyle \{\{\},\{\{\}\},\{\{\{\}\}\},\{\{\},\{\{\}\}\},\{\{\{\}\},\{\{\{\}\}\}\}\},}
- {\displaystyle \{\{\},\{\{\}\},\{\{\{\}\}\},\{\{\{\{\}\}\}\},\{\{\{\}\},\{\{\{\{\}\}\}\}\}\},}
- {\displaystyle \{\{\},\{\{\}\},\{\{\{\}\}\},\{\{\{\{\}\}\}\},\{\{\},\{\{\}\},\{\{\{\}\}\}\}\},}
- {\displaystyle \{\{\},\{\{\}\},\{\{\{\}\}\},\{\{\{\},\{\{\{\}\}\}\}\},\{\{\},\{\{\{\}\}\}\}\},}
- {\displaystyle \{\{\},\{\{\}\},\{\{\{\}\}\},\{\{\},\{\{\}\}\},\{\{\{\}\},\{\{\},\{\{\}\}\}\}\},}
- {\displaystyle \{\{\},\{\{\}\},\{\{\{\}\}\},\{\{\},\{\{\}\}\},\{\{\},\{\{\}\},\{\{\{\}\}\}\}\},}
- {\displaystyle \{\{\},\{\{\}\},\{\{\{\}\}\},\{\{\},\{\{\{\}\}\}\},\{\{\{\}\},\{\{\{\}\}\}\}\},}
- {\displaystyle \{\{\},\{\{\}\},\{\{\{\}\}\},\{\{\{\{\}\}\}\},\{\{\{\{\}\}\},\{\{\{\{\}\}\}\}\}\},}
- {\displaystyle \{\{\},\{\{\}\},\{\{\{\}\}\},\{\{\{\{\}\}\}\},\{\{\},\{\{\}\},\{\{\{\{\}\}\}\}\}\},}
- {\displaystyle \{\{\},\{\{\}\},\{\{\{\}\}\},\{\{\},\{\{\}\}\},\{\{\{\{\}\}\},\{\{\},\{\{\}\}\}\}\},}
- {\displaystyle \{\{\},\{\{\}\},\{\{\{\}\}\},\{\{\},\{\{\}\}\},\{\{\},\{\{\}\},\{\{\},\{\{\}\}\}\}\},}
- {\displaystyle \{\{\},\{\{\}\},\{\{\{\}\}\},\{\{\},\{\{\{\}\}\}\},\{\{\},\{\{\},\{\{\{\}\}\}\}\}\},}
- {\displaystyle \{\{\},\{\{\}\},\{\{\{\}\}\},\{\{\},\{\{\{\}\}\}\},\{\{\},\{\{\}\},\{\{\{\}\}\}\}\},}
- {\displaystyle \{\{\},\{\{\}\},\{\{\{\{\},\{\{\}\}\}\}\},\{\{\{\},\{\{\}\}\}\},\{\{\},\{\{\}\}\}\},}
- {\displaystyle \{\{\},\{\{\}\},\{\{\{\},\{\{\}\}\}\},\{\{\},\{\{\}\}\},\{\{\},\{\{\},\{\{\}\}\}\}\},}
- {\displaystyle \{\{\},\{\{\}\},\{\{\{\}\}\},\{\{\{\{\}\}\}\},\{\{\},\{\{\{\}\}\},\{\{\{\{\}\}\}\}\}\},}
- {\displaystyle \{\{\},\{\{\}\},\{\{\{\}\}\},\{\{\{\{\}\},\{\{\{\}\}\}\}\},\{\{\{\}\},\{\{\{\}\}\}\}\},}
- {\displaystyle \{\{\},\{\{\}\},\{\{\{\}\}\},\{\{\},\{\{\}\}\},\{\{\},\{\{\{\}\}\},\{\{\},\{\{\}\}\}\}\},}
- {\displaystyle \{\{\},\{\{\}\},\{\{\{\}\}\},\{\{\},\{\{\{\}\}\}\},\{\{\{\}\},\{\{\},\{\{\{\}\}\}\}\}\},}
- {\displaystyle \{\{\},\{\{\}\},\{\{\{\}\}\},\{\{\{\}\},\{\{\{\}\}\}\},\{\{\},\{\{\}\},\{\{\{\}\}\}\}\},}
- {\displaystyle \{\{\},\{\{\}\},\{\{\{\},\{\{\}\}\}\},\{\{\},\{\{\}\}\},\{\{\},\{\{\{\},\{\{\}\}\}\}\}\},}
- {\displaystyle \{\{\},\{\{\}\},\{\{\{\},\{\{\}\}\}\},\{\{\},\{\{\}\}\},\{\{\{\}\},\{\{\},\{\{\}\}\}\}\},}
- {\displaystyle \{\{\},\{\{\}\},\{\{\{\}\}\},\{\{\{\{\}\}\}\},\{\{\{\{\{\}\}\}\}\},\{\{\},\{\{\}\}\}\},}
- {\displaystyle \{\{\},\{\{\}\},\{\{\{\}\}\},\{\{\{\{\}\}\}\},\{\{\{\},\{\{\}\}\}\},\{\{\},\{\{\}\}\}\},}
- {\displaystyle \{\{\},\{\{\}\},\{\{\{\}\}\},\{\{\{\{\}\}\}\},\{\{\},\{\{\}\}\},\{\{\},\{\{\{\}\}\}\}\}.}

## Propriedades
Um conjunto X é transitivo se, e somente se, {\displaystyle {\displaystyle \bigcup X\subseteq X}}, onde {\displaystyle {\displaystyle \bigcup X}} é a união de todos os elementos de X que são conjuntos, {\displaystyle \bigcup X=\{y\mid (\exists x\in X)y\in x\}}. Se X é transitivo, então {\displaystyle \bigcup X} é transitivo. Se X e Y são transitivos, então X∪Y∪{X,Y} é transitivo. Em geral, se X é uma classe cujos elementos são conjuntos transitivos, segue que {\displaystyle X\cup \bigcup X} é transitivo.
Um conjunto X que não contém urelementos é transitivo se e somente se for um subconjunto de seu conjunto das partes,  O conjunto das partes de um conjunto transitivo sem urelementos é transitório.

## Fecho transitivo
O fecho transitivo de um conjunto X é o menor (com respeito à inclusão) conjunto transitivo que contém X. Suponha que é dado um conjunto X, então o fecho transitivo de X é
{\displaystyle \bigcup \{X,\bigcup X,\bigcup \bigcup X,\bigcup \bigcup \bigcup X,\bigcup \bigcup \bigcup \bigcup X,\ldots \}.}
Note que este é o conjunto de todos os objetos relacionados com X pelo fecho transitivo da relação de pertinência.

## Modelo transitivo da teoria dos conjuntos
Classes transitivas são frequentemente utilizadas para a construção de interpretações da teoria dos conjuntos em si, normalmente chamados de modelos interiores. A razão é que as propriedades definidas pelas fórmulas delimitada são absolutas para classes transitivas
Um conjunto transitivo (ou classe) que é um modelo de um sistema formal da teoria dos conjuntos é chamado um modelo transitivo do sistema. A transitividade é um importante fator na determinação da absolutividade de fórmulas.
Na abordagem da superestrutura à análise não-padrão, os universos não-padrão satisfazem a transitividade forte.

## Referencias
- Ciesielski, Krzysztof (1997), Set theory for the working mathematician, ISBN 0-521-59441-3, London Mathematical Society Student Texts, 39, Cambridge: Cambridge University Press
- Goldblatt, Robert (1998), Lectures on the hyperreals. An introduction to nonstandard analysis, ISBN 0-387-98464-X, Graduate Texts in Mathematics, 188, New York, NY: Springer-Verlag
- Jech, Thomas (2008) [originally published in 1973], The Axiom of Choice, ISBN 0-486-46624-8, Dover Publications

## Endereços externos
- Weisstein, Eric W. «Transitive». MathWorld (em inglês)
- Weisstein, Eric W. «Transitive Closure». MathWorld (em inglês)
- Weisstein, Eric W. «Transitive Reduction». MathWorld (em inglês)

1. ↑  «Number of rooted identity trees with n nodes (rooted trees whose automorphism group is the identity group).». OEIS